# Districte de Confolent
El Districte de Confolent és un dels tres districtes del departament del Charente, a la regió de la Nova Aquitània. Té 9 cantons i 141 municipis, el cap del districte és la sotsprefectura de Confolent.

## Cantons
- Cantó d'Aigre
- Cantó de Chabanès
- Cantó de Champanha Molton
- Cantó de Confolent Nord
- Cantó de Confolent Sud
- Cantó de Mansle
- Cantó de Montembuòu
- Cantó de Ruffec
- Cantó de Sent Claud
- Cantó de Villefagnan